# Pseudoacontias menamainty
Pseudoacontias menamainty — вид сцинкоподібних ящірок родини сцинкових (Scincidae). Ендемік Мадагаскару.

## Поширення і екологія
Pseudoacontias menamainty мешкають в районі Аналалава в регіоні Софія на північному заході острова Мадагаскар. Вони живуть у вологих тропічних лісах, серед опалого листя, на висоті до 170 м над рівнем моря. Ведуть нічний спосіб життя, живляться дощовими черв'яками.

## Збереження
МСОП класифікує цей вид як такий, що перебуває на межі зникнення. Pseudoacontias menamainty загрожує знищення природного середовища.